# Diacamma jacobsoni
Diacamma jacobsoni är en myrart som beskrevs av Auguste-Henri Forel 1912. Diacamma jacobsoni ingår i släktet Diacamma och familjen myror. Inga underarter finns listade i Catalogue of Life.